# سفارة مالطا في مصر
سفارة مالطا لدى مصر هي الممثلية الدبلوماسية العليا لدولة مالطا لدى جمهورية مصر العربية. 

## السفارة
1 ش الصالح أيوب - الدور 2 شقة 24 الزمالك القاهرة.

## اقرأ أيضا
- قائمة البعثات الدبلوماسية في مصر